# Gutiérrez de Barquín
Gutiérrez de Barquín o Gutiérrez-Barquín es un apellido compuesto de Cantabria, España. 

## Origen
Deriva de la unión de los apellidos cántabros Gutiérrez y Barquín:
- Gutiérrez es un apellido patronímico, el cual, los Reyes de Armas y principales Heraldistas, señalan como primitivo y principal solar al de Cantabria. Tal y como señala J. Atienza: "Su solar más antiguo radicó en las montañas de Santander, desde donde se extendió por toda la Península".

- Barquín es un apellido español de origen vasco.[1]

## Armas
El escudo consta de dos bueyes sobre fondo rojo.

## Linaje
Fernando y Pedro Gutiérrez-Barquín tuvieron dos hermanas: María Antonia y Juana: Todos hijos de Pedro Gutiérrez-Barquín y Catalina Ruiz de Carriedo. El primero en tener hijos en Ampuero es Fernando en 1705.
- Fernando Gutiérrez Barquín y su hermano Pedro Gutiérrez Barquín, vecinos de Ampuero (Cantabria), y naturales de San Pedro del Romeral (Cantabria). Año de 1724.
- 9.713, 9.714 y 9.715: Felipe Gutiérrez Barquín, N. Espinosa de los Monteros, 1-VII-1699, hijo de Tomás Barquín y María Fdez. de Septién.
- 9.716: Santos Gutiérrez Barquín (N. en San Pedro del Romeral, 29-VI-1703) hijo de Pedro Gutiérrez Barquín (hijo de Pedro Gutiérrez Barquín y María Sañudo) (N. en San Pedro del Romeral 13-IX-1680) y María Ortiz (hija de Pedro Ortiz y Lucía Ruiz Ugarrio) C. en San Pedro del Romeral, 31-V-1701.
- 9.717: Gabriel Gutiérrez Barquín (N. en Aranda de Duero, 16-VIII-1682), hijo de Antonio Gutiérrez Barquín (c.1655), nieto de Pedro Gutiérrez Barquín (c.1620), biznieto de Gonzalo Gutiérrez Barquín (c.1600), tercer nieto de Juan Gutiérrez Barquín (c.1570) y cuarto nieto de Juan Gutiérrez Barquín, originario de Bárcenas, Espinosa de los Monteros.
- 9.718: Pedro Gutiérrez Barquín (N. San Pedro del Romeral, 13-IX-1680), C. con María Rosa Ortiz (hija de Bernardo Ortiz y Juana Carrierdo), en San Pedro del Romeral, el 1-VII-1724 (segundo matrimonio). Hijo de Pedro Gutiérrez Barquín (hijo de Pedro Gutiérrez Barquín) y María Sañudo, C. en San Pedro del Romeral, el 1-III-1680.
- 9.719: José Gutiérrez Barquín (N. Espinosa de los Monteros, 10-XII-1702), hijo de Manuel Gutiérrez Barquín (N. San Pedro del Romeral, 8-IV-1658, hijo de Juan Gutiérrez Barquín, vecino de San Pedro del Romeral) y Antonia Revuelta (hija de Pedro Revuelta y Francisca Pardo Escudero), C. en Espinosa de los Monteros el 16-V-1701.
- 9.720: Manuel Gutiérrez Barquín (hermano del anterior) (N. Espinosa de los Monteros, 3-XI-1706).
- 9.721 a 9.723: no están a la vista en internet, pero también son de Gutiérrez Barquín.
- 9.724: José Gutiérrez Barquín (ver exp. 9.719) casó con Manuela Sáinz de Aja, hija de Lucas Sáinz de Aja y Juliana Gutiérrez Solana. Hijos: Ángel, Domingo, Manuel, Francisco y José.
- 9.725: originarios de San Juan de Cistierna (León) y vecinos del Valle de Soba.
- En 1777, pasó a Colombia "Juan Antonio Barquín, amanuense, natural de Ampuero (Santander)". Cfr. Expediente de información y licencia de pasajero a Indias de Juan Francisco Gutiérrez de Piñeres, regente de la Real Audiencia de Santa Fe y visitador general del Nuevo Reino de Granada y provincias de Tierra, al Nuevo Reino de Granada.[2][3][4]